# Jaanus Tamkivi
Jaanus Tamkivi (Kuressaare, 17 novembre 1959) è un politico estone, membro del Partito Riformatore Estone e ministro dell'Ambiente dal 2007 al 2011.
È stato anche sindaco di Kuressaare dal 1996 al 2005, membro del Riigikogu (il parlamento estone) dal 2005 al 2007.